# La Tendida
La Tendida é uma cidade venezuelana, capital do município de Samuel Darío Maldonado.